# Erich Coufal Kieswetter
Erich Coufal Kieswetter (* 11. Mai 1926 in Wien, Österreich; † 31. Jänner 2021 in Guadalajara, Mexiko) war ein österreichisch-mexikanischer Architekt. Er war einer der Vertreter der Moderne in Mexiko.

## Leben
1937 war Erich Coufal zum ersten Mal in der Stadt Guadalajara im mexikanischen Bundesstaat Jalisco, als er mit den Wiener Sängerknaben ein Konzert im Teatro Degollado gab.
Er studierte mit Ende des Zweiten Weltkrieges Architektur an der TU Wien. Erich Coufal war einer der sieben europäischen Architekten (Mathias Goeritz, Bruno Cadore Marcolongo, Horst Hartung Franz, Silvio Alberti, Manuel Herrero und Carloangelo Kovacevich), die 1950 auf Einladung von Ignacio Díaz Morales nach Guadalajara kamen, um die Architekturfakultät der Universidad de Guadalajara (UdeG) zu gründen. Er führte die Freihand-Zeichenklasse und lehrte Komposition.
Neben der Hochschultätigkeit war er zunächst im Büro von Ignacio Díaz Morales tätig. Ab 1964 plante Erich Coufal Kieswetter für die Regionalregierung und den privaten Sektor. 1959 beauftragte ihn der frühere Gouverneur von Jalisco, Juan Gil Preciado, mit dem Entwurf des Theaters Teatro experimental de Jalisco neben dem Agua Azul Park. Weitere Entwürfe von ihm waren Universitätsgebäude der Universität Guadalajara, das Haus der Handwerkerschaft von Jalisco, das Hochhaus Torre Minerva und das Gebäude der Banco Industrial de Jalisco. Wiederholt arbeitete er mit Künstlern wie Gabriel Flores, Oliver Seguin, Roberto Montenegro Nervo, Carlos Mérida, José María Servín und Jorge Wilmot zusammen.
Er war österreichischer Honorarkonsul im Bundesstaat Jalisco.